# Língua canamare
O canamare (canamirim, canamary) é uma língua extinta (ou uma variedade da língua yine) da família linguística arawak falada no rio Iaco, um afluente do rio Purus (von Spix 1819).

## Vocabulário
Vocabulário canamare (flora, fauna e artefatos culturais) recolhido por von Spix (Martius 1863: 235-236) em 1819, ao
"oeste da boca do Juruá":
| Português                         | Canamare           |
| --------------------------------- | ------------------ |
| preguiça                          | tʃritu             |
| capivara                          | hypetu             |
| cutia                             | peʃiry             |
| esquilo                           | jupitiry           |
| anta                              | nujeʃuata          |
| caitetu                           | merity             |
| veado                             | ʃutery             |
| onça                              | saxüery, axity     |
| onça-vermelha                     | tibalixe           |
| guariba                           | kaina              |
| coatá                             | matʃira            |
| macaco-prego                      | zykoty             |
| caiarara (zogue-zogue?)           | koaʃi              |
| parauacu                          | hɨrry              |
| pato                              | katʃipatalery      |
| mutum                             | maʃo               |
| mutum                             | piury              |
| cujubim                           | kanaly             |
| urubu                             | matjuly            |
| urubu                             | hetʃira            |
| arara                             | ʃura               |
| arara                             | puhleta            |
| periquito                         | tʃirito            |
| papagaio                          | wauwatu            |
| saracura                          | koery              |
| surucuá                           | jumaku             |
| camaleão                          | karau              |
| surucucu                          | mutuʃy             |
| araramboia (Xiphosoma araramboya) | ʃüraly             |
| sucuriju                          | nuzuzai            |
| jararaca-mirim                    | apuʃürüpje         |
| cobra paranamboya                 | herotue            |
| jacaré                            | ʃiuʃery / mamipiry |
| tartaruga                         | sepɨry             |
| tracajá                           | mamalu             |
| sapo                              | kamuku             |
| peixe                             | ʃima               |
| surubim                           | saiete             |
| tucunaré                          | kamueru            |
| jacundá                           | pezuhly            |
| piranha                           | humah              |
| pirapitinga                       | kapupiry           |
| tambaqui                          | hamaxiry           |
| maruim                            | ʃueh               |
| pernilongo                        | haniu              |
| carrapato                         | kasi               |
| uruá                              | hüsua              |
| ostra                             | saluta             |
| cipó                              | hapy               |
| salsaparrilha                     | kanyspiritüʃy      |
| cacau                             | koaka              |
| curare                            | aikabia            |
| assacu                            | esu                |
| mandioca                          | kanury             |
| milho                             | ʃiʃy               |
| banana                            | panapɨ             |